# قطعنامه ۱۰۹ شورای امنیت
قطعنامه ۱۰۹ شورای امنیت سازمان ملل متحد که در تاریخ ۱۴ دسامبر ۱۹۵۵ تصویب شد، سندی بین‌المللی دربارهٔ پذیرش اعضای جدید در سازمان ملل است. این قطعنامه طی نشست ۷۰۵ام با ۸ موافق، ۰ مخالف و ۳ ممتنع تصویب شد.